# Walka powietrzna (obraz Louisa Whirtera)
Walka powietrzna (ang. An Aerial Fight) – obraz olejny znajdujący się w zbiorach Imperial War Museum w Londynie. Autorem płótna namalowanego w 1918 jest szkocki malarz i rysownik Louis Whirter (także Weierter lub Weirter). 

## Opis obrazu
Obraz przedstawia bardzo dynamiczną walkę powietrzną obserwowaną z lotu ptaka pomiędzy brytyjskimi i niemieckimi dwupłatami na froncie zachodnim I wojny światowej. Brytyjski dwupłat dominuje na obrazie rozpościerając się po całym pierwszym planie poprzez chmury. Niemiecki dwupłat „siedzi mu na ogonie”, a trzy inne samoloty widoczne są w oddali po prawej. Widoczne jest zagęszczone niebo z małymi obłokami gęstych chmur.